# Калитка Валентина Василівна
Валенти́на Васи́лівна Кали́тка (25 травня 1946, с. Потоки, Таращанського району, Київська область — 9 жовтня 2017, Мелітополь, Запорізька область) — вчений-хімік, доктор сільськогосподарських наук, професор.

## Біографія
Валентина Василівна Калитка народилась 25 травня 1946 року в селі Потоки Таращанського району Київської області в селянській родині.
Після закінчення в 1964 році з золотою медаллю середньої школи, вступила до хімічного факультету Чернівецького державного університету, який закінчила 1969 року з червоним дипломом.
З 1969 по 1973 — навчалася в аспірантурі того ж університету.
З 1973 по 1977 — працювала в науково-дослідній лабораторії кафедри органічної хімії Чернівецького державного університету. 1975 року захистила кандидатську дисертацію з органічної хімії присвячену дослідженню синтезу і властивостей біологічно активних похідних піридину і хіноліну.
З 1977 працювала старшим викладачем кафедри хімії Мелітопольського державного педагогічного інституту. 1983 року отримує звання доцента. З 1979 по 1985 працює завідувачем кафедри органічної та біологічної хімії згаданого вишу.
З 1987 року працювала доцентом кафедри хімії та біохімії біологічного факультету Запорізького державного університету. В цей період активно займається науковою роботою. Калиткою розроблені 24 антиоксидантні препарати захищені авторськими свідоцтвами СРСР, України та Росії.
1995 року у Львівському інституті біології тварин захистила докторську дисертацію за спеціальністю біохімія присвячену біологічним властивостям водо- і жиророзчинних антиоксидантів. 1997 року отримала вчене звання професора.
З 1995 року працювала завідувачем кафедри загального землеробства Таврійського державного агротехнологічного університету (м. Мелітополь).
З 2008 року очолювала НДІ агротехнології та екології ТДАТУ. В науковій школі професора В. В. Калитки розроблялися питання індукування стійкості рослин і тварин з допомогою комплексних антиоксидантних препаратів широкого спектра біологічної дії.
Є автором майже 200 наукових публікацій. Має 22 патенти на винаходи. Під її керівництвом захищено одна докторська та 10 кандидатських дисертацій, проводять дослідження докторанти та аспіранти.
Була членом спеціалізованої вченої ради з захисту кандидатських та докторських дисертацій та членом експертної ради ВАК України з агрономії та лісового господарства.
Нагороджена орденом княгині Ольги III ступеня (2004), знаком «Відмінник аграрної освіти та науки» ІІІ і ІІ ступенів (2002 р., 2009 р.), трудовою відзнакою «Знак Пошани» (2008 р.).

### Вибрані публікації
1. Калитка, В. В. Продуктивність пшениці озимої за передпосівної обробки насіння антистресовою композицією  / В. В. Калитка, З. В. Золотухіна // Науковий вісник Національного університету біоресурсів і природокористування України: зб. наук. праць / НУБіП; відп. ред. Д. О. Мельничук. — К., 2011. — Вип. 162, ч. 1. — С. 93-99 [Архівовано 16 лютого 2018 у Wayback Machine.]
2. Калитка, В. В. Использование композиции на основе природных гуматов в технологиях выращивания зернобобовых культур  / В. В. Калитка, М. В. Капинос // Клеточная биология и биотехнология растений=International conference «Plant Cell Biology and Biotechnology»: тез. докл. Междунар. науч. конф. (13-15 февраля 2013 г., Минск) / БГУ ; ред. совет В. В. Демидчик, И. И. Смолич, А. И. Соколик и др. — Минск, 2013. — С. 169 [Архівовано 16 лютого 2018 у Wayback Machine.]
3. Калитка, В. В. Вплив регулятора росту АКМ на пігментний комплекс та фотосинтетичну продуктивність рослин помідор / В. В. Калитка, К. М. Карпенко // Науковий вісник Національного університету біоресурсів і природокористування України / НУБіП ; відп. ред. Д. О. Мельничук. — К., 2013. — Вип. 183, ч. 1. — С. 72-77 [Архівовано 16 лютого 2018 у Wayback Machine.]
4. Калитка, В. В. Засвоєння азоту рослинами інтенсивних сортів пшениці озимої за використання регулятора росту АКМ  / В. В. Калитка, З. В. Золотухіна. — Електрон. текстові дані // Наукові доповіді Національного університету біоресурсів і природокористування України: електрон. наук. фах. видання / НУБіП. — К., 2015. — № 2 [Архівовано 16 лютого 2018 у Wayback Machine.]
5. Прісс, О. П. Інтегральне оцінювання антиоксидантного статусу плодових овочів  / О. П. Прісс, В. М. Малкіна, В. В. Калитка // Восточно-Европейский журнал передовых технологий: науч. журнал / Украинская государственная академия железнодорожного транспорта. — Харків, 2014. — Т. 5, № 11(71). — С. 38-41 [Архівовано 16 лютого 2018 у Wayback Machine.]
6. Єременко, О. А. Вплив регуляторів росту рослин на ріст, розвиток та формування врожаю соняшнику в умовах Південного Степу України  / О. А. Єременко, В. В. Калитка. — on-line // Наукові доповіді Національного університету біоресурсів і природокористування України: електрон. наук. фах. видання / НУБіП. — К., 2016. — № 1 [Архівовано 16 лютого 2018 у Wayback Machine.]
7. Калитка, В. В. Вплив регулятора росту рослин та різнокомпонентних протруйників на проростання насіння пшениці озимої (Triticum aestivum L.)  / В. В. Калитка, Ю. О. Кліпакова, З. В. Золотухіна // Науковий вісник Національного університету біоресурсів і природокористування України / НУБіП ; відп. ред. С. М. Ніколаєнко. — К., 2016. — Вип. 235. — С. 24-33 [Архівовано 16 лютого 2018 у Wayback Machine.]